# Neohydatothrips variabilis
Neohydatothrips variabilis är en insektsart som först beskrevs av Beach 1896.  Neohydatothrips variabilis ingår i släktet Neohydatothrips och familjen smaltripsar. Inga underarter finns listade i Catalogue of Life.